# Temístocles López
Temístocles López (Valencia, Venezuela, 1947) es un guionista, actor y director de cine venezolano.

## Filmografía
Escritor y Director
- Hidalgo, La Mirada del Filántropo
- Combate (2021)
- Monumental(2018)
- Elettra (2015)
- Katabasis (2011)
- Home - The Horror Story (2000)
- Bird Of Prey (1995)
- Chain Of Desire (1992)- Montreal World Film Festival 1992
- Exquisite Corpses (1989)
- Caribe (1976)
- The Temptation of Saint Anthony (1978)
- Contemporanea: music and dance (1974)
- Dose (1972)
- Hollywood Song (1970)

Guionista
- Dalí (1991)

Actor
- Bolívar, A Tropical Symphony (Bolívar, sinfonía tropikal) (1979), como Bolívar

## Teatro
Guinoista y director
- Los Caballeros de la Mesa Redonda (1980)
- El Príncipe de las Galaxias (1979)

Dirigido
- La Tempestad, de William Shakespeare (1976)
- Faust, de Goethe (1981)